# Oxuderces wirzi
Oxuderces wirzi és una espècie de peix de la família dels gòbids i de l'ordre dels perciformes.

## Morfologia
- Els mascles poden assolir 10,5 cm de longitud total.[6][7]

## Hàbitat
És un peix de clima tropical i demersal.

## Distribució geogràfica
Es troba a Oceania: Papua Nova Guinea i el nord d'Austràlia.

## Observacions
És inofensiu per als humans.